# Galerina cerina
Galerina cerina är en svampart som beskrevs av A.H. Sm. & Singer 1955. Galerina cerina ingår i släktet Galerina och familjen Strophariaceae.  Utöver nominatformen finns också underarten longicystis.